# Nationaal park Rokua
Nationaal park Rokua (Fins: Rokuan kansallispuisto/ Zweeds: Rokua nationalpark) is een nationaal park in Pohjois-Pohjanmaa en Kainuu in Finland. Het park werd opgericht in 1956 en is 8,8 vierkante kilometer groot. Het landschap bestaat uit bossen en meren aan de zuidkant van de Rokuanvaraa-heuvel.